# Oškobrh (Opolany)
Oškobrh (deutsch Lustdorf, älter auch Lustberg (1777)) ist ein Ortsteil der Gemeinde Opolany in Tschechien. Er liegt neun Kilometer östlich von Poděbrady und gehört zum Okres Nymburk.

## Geographie

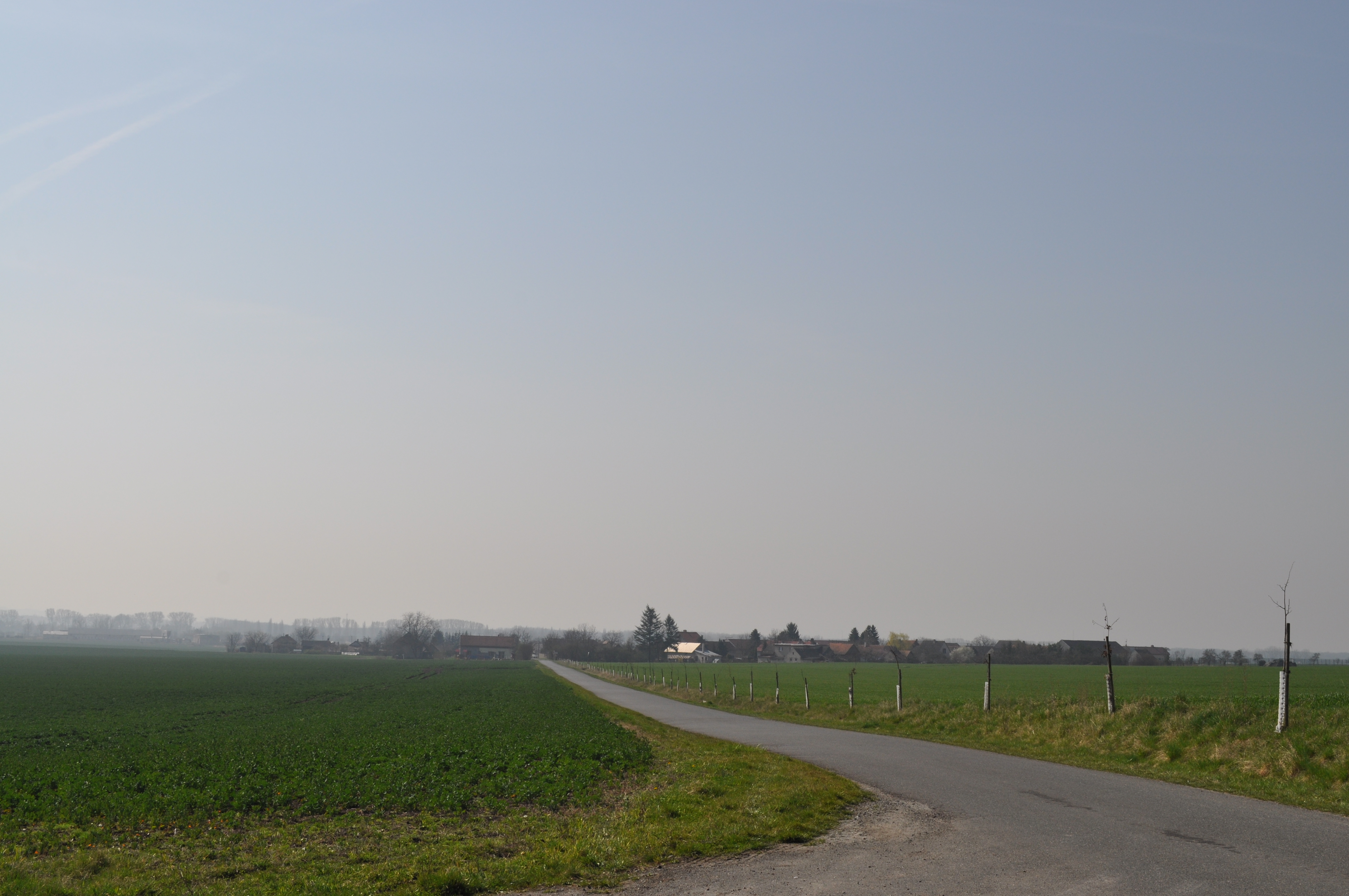
Ortsteil Oškobrh von Opolany

Oškobrh befindet sich am südöstlichen Fuße des gleichnamigen Berges Oškobrh (Wolfsberg) auf der Ostböhmischen Tafel. Im Südosten verläuft die Bahnstrecke Velký Osek–Trutnov, die Bahnstation „Sány“ liegt anderthalb Kilometer südlich auf den Fluren von Opolánky. Südöstlich wird der Sánský kanál aus der Cidlina abgeleitet.
Nachbarorte sind Kolaje im Norden, Hradčany, Báň und Stará Báň im Nordosten, Choťovice im Osten, Libněves, Badra und Dobšice im Südosten, Opolánky im Süden, Opolany und Libice nad Cidlinou im Südwesten, Mlýnek und Odřepsy im Westen sowie Vlkov pod Oškobrhem und Kostelíček im Nordwesten.

## Geschichte
Die Familiantensiedlung Lustdorf wurde 1777 im Zuge der Raabisation der  Herrschaft Podiebrad angelegt. Der aus zwei beiderseits einer kurzen Straße angelegten Häuserreihen bestehen Ort entstand auf den Fluren einen herrschaftlichen Schäferei.
Nach der Aufhebung der Patrimonialherrschaften bildete Lustdorf ab 1850 einen Ortsteil der Gemeinde Odřepsy im Bezirk Poděbrady. Seit dem Ende des 19. Jahrhunderts begann auch die Verwendung eines tschechischen Ortsnamens, der sich aus dem ursprünglichen Vočkovrch schließlich in Oškobrh wandelte. 1870 nahm die Eisenbahn von Groß Wossek nach Wostromer den Verkehr auf. Nach der Bildung der Gemeinde Opolánky gehörte Oškobrh ab 1898 zu dieser und wurde 1919 schließlich eigenständig. Zum 1. Januar 1961 wurde Oškobrh nach Opolany eingemeindet und kam zugleich zum  Okres Nymburk. 1991 hatte der Ort 70 Einwohner. Im Jahre 2001 bestand das Dorf aus 51 Wohnhäusern, in denen 47 Menschen lebten.

## Sehenswürdigkeiten
- Berg Oškobrh, Aussichtspunkt und archäologische Fundstätte
- denkmalgeschützte Eiche am westlichen Ortsrand